# Jenny von Pappenheim
Jenny Rabe von Pappenheim (ur. 7 września 1811 w Stammen koło Kassel, Hesja-Kassel; zm. 29 czerwca 1890 w Lablacken koło Labiawy, Prusy Wschodnie) – niemiecka pisarka.
Jenny była jedną z dwóch nieślubnych córek Hieronima Bonaparte (1784–1860), króla Westfalii i arystokratki Diany von Pappenheim, hrabiny Waldner von Freundstein (1788–1844), żony Wilhelma von Pappenheima. Jenny była więc bratanicą Napoleona Bonapartego, francuskiego cesarza.
W Weimarze Jenny poznała przyjaciół matki: Goethego, który wywarł na nią silny wpływ, oraz Friedricha Schillera. Zaprzyjaźniła się z synem Goethego, Augustem i była pierwszą nauczycielką jego synów, Wolfa i Waltera. Jenny była też blisko zaprzyjaźniona z księżniczką Augustą Sachsen-Weimar, późniejszą żoną cesarza Wilhelma I Hohenzollerna.
6 marca 1838 roku w Weimarze wyszła za mąż za Wernera von Gustedta (1813–1864), od 1850 starostę powiatu Rosenberg (obecnie Susz) w Prusach Wschodnich, a od 1860 powiatu Halberstadt. W latach 1838–1864 Jenny mieszkała z mężem okresowo w pałacu w Gardzieniu niedaleko Iławy.
Syn Jenny, Otto von Gustedt, był pruskim rotmistrzem i adiutantem Fryderyka III Hohenzollerna. Na wojnę przeciw Francji udał się z szablą swojego stryjecznego dziadka, Napoleona. Za zasługi bojowe, szczególnie w bitwie pod Froeschwiller, otrzymał Krzyż Żelazny. W 1870 cesarzowa Augusta Wiktoria była matką chrzestną wnuczki Jenny, Augusty Wiktorii von Gustedt.